# Nicola Genzianella
Nicola Genzianella (Milano, 15 gennaio 1967) è un fumettista italiano.

## Biografia

### Gli anni della formazione
Genzianella nasce a Milano il 15 gennaio 1967, da famiglia abruzzese.
Dopo il liceo scientifico, frequenta, dal 1986 al 1989,  la Scuola del Fumetto di Milano, diretta da Giuseppe Calzolari, personaggio di spicco della didattica d'illustrazione milanese. Tra i suoi insegnanti vi sono Aldo Di Gennaro, illustratore e copertinista della Rizzoli ed i fumettisti della Sergio Bonelli Editore Angelo Stano (copertinista di Dylan Dog)  e Giampiero Casertano  (disegnatore di Martin Mystère).
Insieme a tre compagni di corso della Scuola del Fumetto – Andrea Cortellazzi, Livio Cazzulani ed Antonio Mola – costituisce il gruppo artistico ALAN (un acronimo dei loro nomi di battesimo). L'unico prodotto di questo team creativo è Figli dell’Olocausto, del 1990, il primo gioco di ruolo postapocalittico di ambientazione italiana. Interamente ideato, scritto ed illustrato dagli ALAN, esso diventa un gioco di culto per gli appassionati ed è attualmente ancora incluso nei più importanti database dedicati ai role-play.

### L'esordio
Sempre nel 1990 disegna un episodio della serie Zona X per Sergio Bonelli Editore. Lavora inoltre come illustratore di rebus e di mini-storie gialle.
Tra il 1994 ed il 1997 lavora per la rivista Intrepido, fino alla chiusura di questa, firmando i disegni delle serie I Crononauti e No exit. Disegna inoltre un episodio della Storia dell'umanità a fumetti per la De Agostini. Su adattamento di Carlo Pedrocchi illustra alcuni racconti di Guy de Maupassant e Jack London, pubblicati da Xenia Editrice nella collana Capolavori del mistero.

### L'affermazione

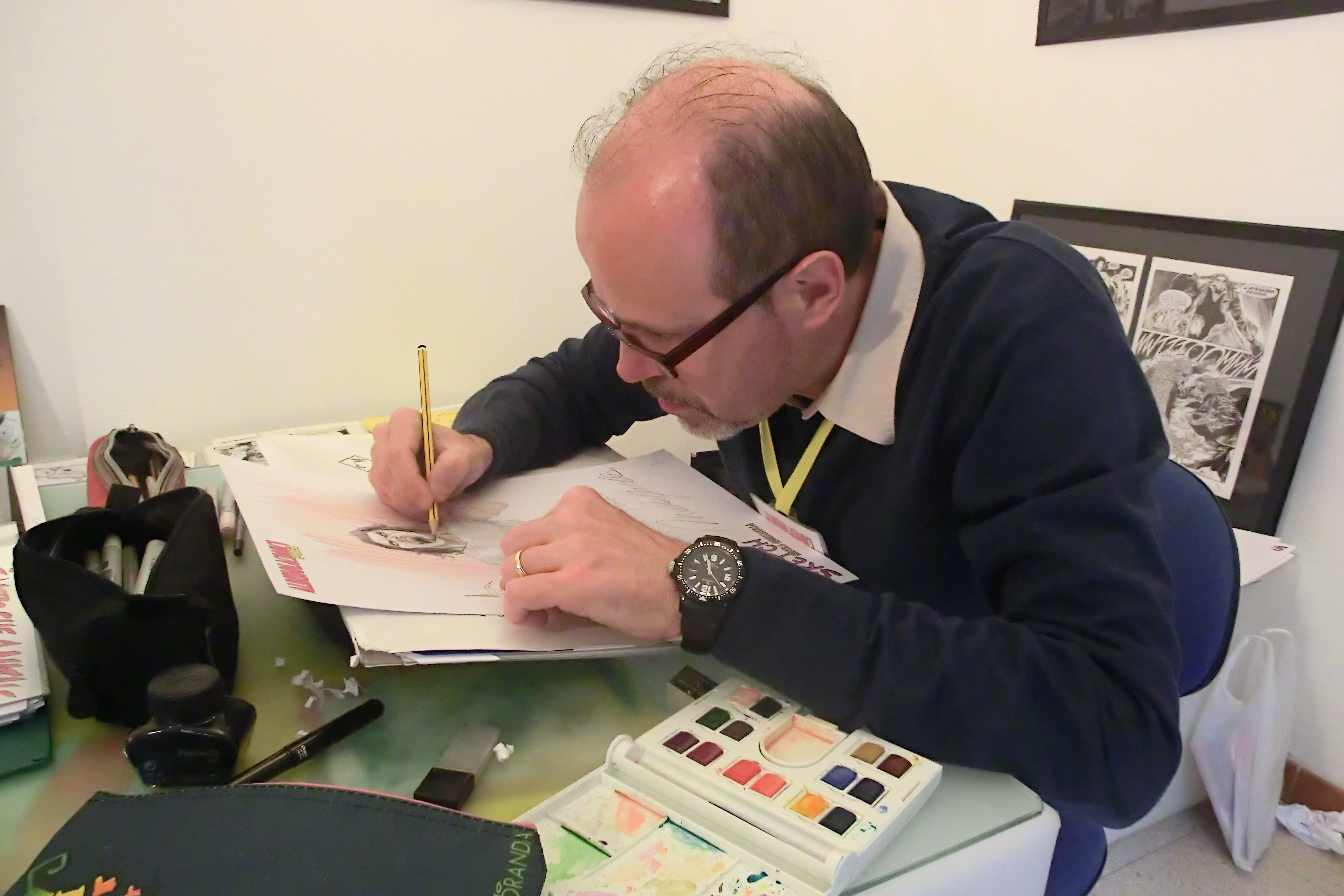
Nicola Genzianella al lavoro ad Albissola Comics 2014

Nel 1998 approda a Il Giornalino delle Edizioni Paoline, con la serie Jobhel, a cui fanno seguito le storie di Giovanni XXIII, di san Valentino e quella delle Olimpiadi Moderne.
Sempre dal 98, torna alla Sergio Bonelli Editore per lavorare alla neonata serie horror Dampyr, testata che lo fa conoscere al pubblico dei lettori e per la quale lavora ancora attualmente. La sua prima storia per il personaggio creato da Mauro Boselli e Maurizio Colombo s'intitola Dalle tenebre.
Dal 2006 inizia la collaborazione con la casa editrice belga Dupuis, per la quale realizza il secondo volume della serie Bunker, uscito nel gennaio 2008, su sceneggiatura di Christophe Bec e Stephan Betbeder. L'albo riceve il riconoscimento del premio le Brique, al festival della BD di Tolosa, come migliore fumetto di fantascienza dell'anno.

### Riferimenti artistici
Tra gli autori fonte di ispirazione, Genzianella indica, tra gli italiani, Dino Battaglia, Sergio Toppi, Aldo Capitanio, Alarico Gattia, Aldo Di Gennaro, Gino D'Antonio, Giovanni Freghieri; mentre, tra gli stranieri, Juan Giménez, Víctor De La Fuente, Hermann, Paul Gillon, Moebius